# 玛丽·穆伦加
玛丽·穆伦加（英語：Mary Mulenga；1998年4月11日—），赞比亚女子足球运动员，司职后卫，目前效力于红箭足球俱乐部和赞比亚国家女子足球队。她曾代表赞比亚参加2023年国际足联女子世界杯。